# Baradero partido
Baradero  egy partido (körzet) Argentínában a Buenos Aires tartományban. A fővárosa Baradero.

## Települések
Városok
| - Baradero |

Falvak ( Parajes)
| - Villa Alsina - Ireneo Portela - Santa Coloma |

## Népesség
| Népesség | 4.919 | 12.775   | 17.720  | 19.858  | 20.756 | 21.390 | 26.041  | 28.500 | 29.562 |
| Változás | -     | +159,70% | +38,70% | +12,06% | +4,52% | +3,05% | +21,74% | +9,44% | +3,72% |